# Nijmegen
Nijmegen (v lokalnem dialektu Nimwèège, nemško: Nimwegen, latinsko: Noviomagus, francoščina: Nimègue, španščina in italijanščina]: Nimega) je mesto in občina na Nizozemskem v provinci Gelderland, blizu meje z Nemčijo. Velja za najstarejše nizozemsko mesto, saj je zgrajeno na temeljih starorimskega mesta Noviomagus, ustanovljenega leta 20 n. št. Mesto je znano po študentski štafeti, po prvotnih prebivalcih - Batavih - imenovani Batatek.  

## Etimologija
Rimsko ime Noviomagus je polatinjena oblika keltskega magos 'trg' in novio 'nov'. V času Karla Velikega se je mesto imenovalo Numaga, kasneje Nieumeghen ('Nieuw-megen') oz. Nymegen. V krajevnem narečju se je zaradi premeta wm → mw imenovalo še Nimwège, kar se je v nizozemščino sprejelo kot Nimwegen. V španščini in italijanščini je dvoglasnik onemel (Nimega), enako v  francoščini in angleščini (Nimègue oz. Nimeguen).

## Zgodovina

### Antika
Nijmegen je najstarejše mesto v današnji Nizozemski in je leta 2005 praznovalo 2000. obletnico.  V času  Rimskega cesarstva je bil Nijmegen del Germanskega limesa, meje med Rimskim cesarstvom in različnimi tako imenovanimi germanskimi območji. Na razgledni planoti nad dolino reke Waal so se Rimljani zaradi ugodne strateške lege utrdili že v 1. stoletju pr. n. št. V bližini rimskega tabora je bila tudi batavska vas (Oppidum Batavorum), ki pa je bila v Batavskem uporu opustošena, vendar kasneje tudi obnovljena. 10. rimska legija je bila v Nijmegenu od leta 71 do 104. Rimljani so ustanovili nov, večji tabor za X. legijo Gemino, da bi branila območje Ulpia Batavorum. V času rimske vladavine je bila na hribu nad reko Waal zgrajena velika trdnjava (kastrum), kateree nekateri deli še obstajajo. Ob reki Waal, kjer se zdaj nahaja Waterkwartier, je nastala nova naselbina rimskega cesarja Trajana med letom 98 našega štetja in 102 AD. pod imenom Ulpia Noviomagus Batavorum prejela mestne pravice. Leta 103 je bila X. Gemina ponovno nameščena v Vindoboni, današnjem Dunaju, kar je morda bil velik udarec za gospodarstvo vasi okoli taborišča, saj je izgubilo okoli 5000 prebivalcev. Leta 104 je cesar Trajan preimenoval mesto, ki je postalo znano kot Ulpia Noviomagus Batavorum, na kratko Novio magus, kar je končni izvor današnjega imena.
Mesto je nastalo kot trgovsko naselje ob rimskem kastrumu. Tu je bila prednost, ker so lahko legionarji zaščitili trg in poleg tega, ker so legionarji potrebovali tudi veliko dobrin, za katere so lahko plačali tudi dobro ceno, saj so prejemali primerno plačo. Ime Nijmegen torej izhaja iz latinskega imena Novio-magus, kar pomeni novi trg. Vendar so Rimljani že v 3. stoletju trdnjavo zapustili.
Mimogrede, še vedno obstajajo jasni sledovi te bogate zgodovine Nijmegena. Na primer, veliko krožišče južno od Waalbruga se od leta 1956 imenuje Keizer Traianusplein. Med tem trgom in Waalom je še nekaj ruševin, na hribu blizu Waala pa še vedno stoji obrambni stolp Belvedere , ki pa je seveda precej mlajši od omenjenega rimskega kastruma.

### Od frankovskih časov do dvajsetega stoletja
V začetku petega stoletja so Rimljani zapustili Nijmegen. Kljub pomanjkanju pisnih in arheoloških dokazov se domneva, da je trdnjava, naselje in okolica prišla v frankovske roke. Ker naj bi Karel Veliki zgradil palačo blizu Nijmegena, mesto včasih imenujejo tudi cesarsko mesto. Na Valkhofu naj bi okoli leta 770 dal zgraditi palts ( palačo ) in tu večkrat praznoval veliko noč, tudi leta 777, pa tudi leta 804 in 808. Frankovski zgodovinar Einhard pravi, da je Karel Veliki zgradil palačo v Noviomagumu na Vahalemu, reki, ki teče južno od Batavskega otoka. To, da se to nanaša na Nijmegen, se pogosto brani  in je tudi zelo verjetno. V Nijmegenu naj bi se pogosto zadrževal tudi Karlov sin Ludvik Pobožni. Okoli leta 880 so Normani zavzeli Palatin. To je povzročilo njegovo uničenje ob odhodu. Mesto je bilo takrat znano pod imenom Numaga. Na dnu hriba na Waalu je bila trgovska postaja.
Palatinat je imel pomembno vlogo v otonskem in salijskem času. Cesar  Oton III. se je rodil v Ketelwoudu na poti iz Aachna v cesarsko palačo (pfalc)  v Nijmegenu. Leta 991 je v tej cesarski palači umrla cesarica Teofana , prvotno bizantinska princesa. Okoli leta 1030, morda že leta 996, so v palači (pfalcu) zgradili kapelo svetega Nikolaja , eno redkih preostalih romanskih zgradb na Nizozemskem. Kapela je bila zgrajena po vzoru karolinške palatinske cerkve v Aachnu. Leta 1047 je med uporom proti cesarju Henriku III. Godfrid II. Lotarinški palačo (pfalc) požgal do tal. Po tem so se cesarski obiski v Nijmegenu začasno končali.
V srednjem veku je mesto postalo pomembno središče. Leta 1155 je dal Friderik Barbarossa dokončati svoj grad Valkhof. Zgodovina je zapisana na plošči, ki jo je postavil. Leta 1230 je mesto uradno pridobilo mestne pravice. Leta 1247 je mesto prišlo v roke  grofov Gelderskih. Sprva ga je Rimsko-nemški kralj Viljem II. Holandski zastavil gelderlandskemu grofu Otonu II.,  a ker Viljem II. zaradi finančnih težav ni mogel odplačati svojih dolgov, je mesto ostalo v lasti Gelderskih in je kmalu postalo najpomembnejše od štirih prestolnic Gelderlanda. Poleg tega je postalo hanzeatsko mesto . Leta 1543 pa je Nijmegen, tako kot ostali Gelders, prišel pod oblast Habsburžanov.
Reformacija je bila v Nijmegenu pozitivno sprejeta. Protestanti in katoličani so imeli leta 1566 enake pravice, leta 1579 pa so se vloge zamenjale in zatirani so bili katoličani. Ni neverjetno, da je bil to eden od razlogov, da je njihov najbolj katoliški kralj Španije začel kampanjo proti uporniškim severnim regijam (tj. Nizozemski).
Nijmegen je bil med osemdesetletno vojno večkrat oblegan. 16. marca 1585 je Nijmegen poslal odposlanca k Aleksandru Farneseju, kraljevemu namestniku na Nizozemskem in  parmskemu vojvodi , da bi dosegel sporazum , po katerem so reformirani in protestanti izgubili svoje na novo pridobljene pravice. Med drugim Obleganje Nijmegena (1591) obleganjem Nijmegena leta 1591 je Nijmegen ponovno zavzel princ Mavricij.
Nijmegen so kasneje zasedli Francozi od 1672 do 1674 , vendar je bil mir ponovno vzpostavljen leta 1678 z mirom v Nijmegenu, s katerim je bil sklenjen mir med Republiko Nizozemsko in Francijo.
Nijmegen je imel pristanišče že v 14. stoletju. To je bilo premaknjeno in razširjeno v letih 1601-1604. Sedanji Waalhaven je bil zgrajen okoli leta 1852, nato pa je bilo staro pristanišče zasuto. 
Leta 1923 je Nijmegen v okviru katoliškega emancipacijskega gibanja dobil univerzo z rimskokatoliškim podpisom, sedanjo Univerzo Radboud.

## Znamenitosti
- Barbarossov grad s karolinško Valkhofsko kapelo
- ostanki rimskega obzidja na Vlelhouwerstraat
- Besienderjeva hiša (naslov Steenstraat 26, najstarejša hiša v mestu, zgrajena 1525 kot mitnica, ki bi prestrezala ladje na Waalu, a zaradi oddaljenosti od reke nikoli ni služila temu namenu; danes v njej začasno bivajo tuji pisatelji)
- staro skladišče iz 16. stoletja
- stara sirotišnica
- spomenik reki Waal (temelji na besedni igri napisa "Wat er is" 'kar je tu', ki se lahko bere tudi "Water is" 'voda je')
- trg Plein (leta 1944 so ga Zavezniki pomotoma bombardirali, ko so zaradi slabe vidljivosti opustili napad na nemško mesto Gotha, med vračanjem pa preleteli Nijmegen, misleč, da gre za mesto Kleve; bombardiranje je uničilo večino zgodovinskih stavb)
- Modri kamen (ob njem so v srednjem veku izrekali sodbe, v 18. stoletju pa naj bi od tod kotalili glave giljotiniranih obsojencev proti Waalu)
- spomenik Mariken Nijmegenski na Velikem trgu (prav na mestu spomenika naj bi hudič, katerega pomoč je Mariken sprejela po sporu s teto, ki jo je spodila od hiše, vrgel Mariken v nebo, ker je Boga prosila odpuščanja)
- de Waag (stavba, kjer so trgovci tehtali svoje blago, v prvem nadstropju pa je imel prostore nadzornik straže; nekaj časa je bil tu sedež policije)
- In de Blaauwe hand (slo. Pri modri roki, najstarejši mestni pub, ime izhaja iz tega, da je pub urejen v severnem delu nekdanjega skladišča za bombaž, Lakenhal, v katerem so delavci veliko rokovali z modrim barvilom)
- Cerkev sv. Štefana (izvira iz 13. stoletja, leta 1944 je bila močno poškodovana, a je bila do 1969 obnovljena)

## Parki
- Valkhof
- West at Hees
- Kronenburgerpark
- Goffertpark